# 佛羅倫斯萊克鎮區 (北達科他州伯利縣)
佛羅倫斯萊克鎮區（英語：Florence Lake Township）是位於美國北達科他州伯利縣的一個鎮區。

## 地方資料
佛羅倫斯萊克鎮區的面積為90.54平方千米，當中陸地面積為83.14平方千米，而水域面積為7.39平方千米。根據2010年美國人口普查的數據，當地共有人口9人，而人口密度為每平方千米0.1人。